# Veronica anagallis-aquatica
Veronica anagallis-aquatica es una especie de la familia de las plantagináceas.

## Descripción
La anagálide acuática es una especie  que se distingue de Veronica beccabunga por sus hojas más grandes, lanceoladas, ligeramente dentadas, hojas superiores sentadas. Flores azules con venas violeta, de 5-10 mm de diámetro, en inflorescencias espiciformes largas desde las axilas de las hojas superiores. Lóbulos calicinos erectos cuando fructifica (curvados hacia abajo al fructificar en Veronica beccabunga). Florece  a final de primavera y verano.

## Hábitat
Habita en lugares muy húmedos, junto a ríos y arroyos. 

## Distribución
En toda Europa.

## Taxonomía
Nombre común:
- Castellano: anagálide acuática, berros, berula, bérula, espiga de reina, frailes, frailucos, hierba de locos, hierba de los locos, rabaza, verónica acuática, veronica como berros, verónica como berros, verónica de arroyos, verónica de hoja larga, verula

Sinónimos:
- Veronica aquatica Gray
- Veronica beccabunga var. tenerrima (F.W.Schmidt) Beck
- Veronica comosa K.Richt. ex Stapf
- Veronica miniana Merino
- Veronica reyesana Pau & Merino in Merino
- Veronica tenerrima F.W. Schmidt
- Veronica transiens (Rouy) Prain
- Veronica reyesiana Pau & Merino [1906, Fl. Galicia, 2 : 113]
- Veronica oxycarpa Boiss. [1846, Diagn. Pl. Or., ser. 1, 7 : 44]
- Veronica micromera Wooton & Stanley [1913, Contr. U.S. Natl. Herb., 8 : 174]
- Veronica maresii Sennen [1930, Bol. Soc.Ibér. Ci. Nat., 29 : 86]
- Veronica lysimachioides Boiss. [1856, Diagn. Pl. Or., ser. 2, 3 : 165]
- Veronica lepida Phil. [1895, Anales Univ. Chile, 91 : 110]
- Veronica espadamae Pau [1887, Not. Bot. Fl. Esp., 1 : 13]
- Veronica palustris Salisb. [1796, Prodr. : 92] [nom. illeg.]
- Veronica acutifolia Bubani [1897, Fl. Pyr., 1 : 281] [nom. illeg.]
- Cardia amplexicaulis Dulac